# NGC 7120
NGC 7120 је спирална галаксија у сазвежђу Водолија која се налази на NGC листи објеката дубоког неба.
Деклинација објекта је - 6° 31' 23" а ректасцензија 21h 44m 33,2s. Привидна величина (магнитуда) објекта NGC 7120 износи 14,4 а фотографска магнитуда 15,2. NGC 7120 је још познат и под ознакама MCG -1-55-6, IRAS 21419-0645, PGC 67273.